# Критская православная церковь
Критская православная церковь (официально Церковь Крита, греч. Εκκλησία της Κρήτης) — полуавтономная православная церковь в составе Константинопольского патриархата. Статус полуавтономии получен 20 декабря 1965 года, с 28 февраля 1967 года стала архиепископией.
Предстоятель церкви с 11 января 2022 года — архиепископ Евгений (Антонопулос).

## История

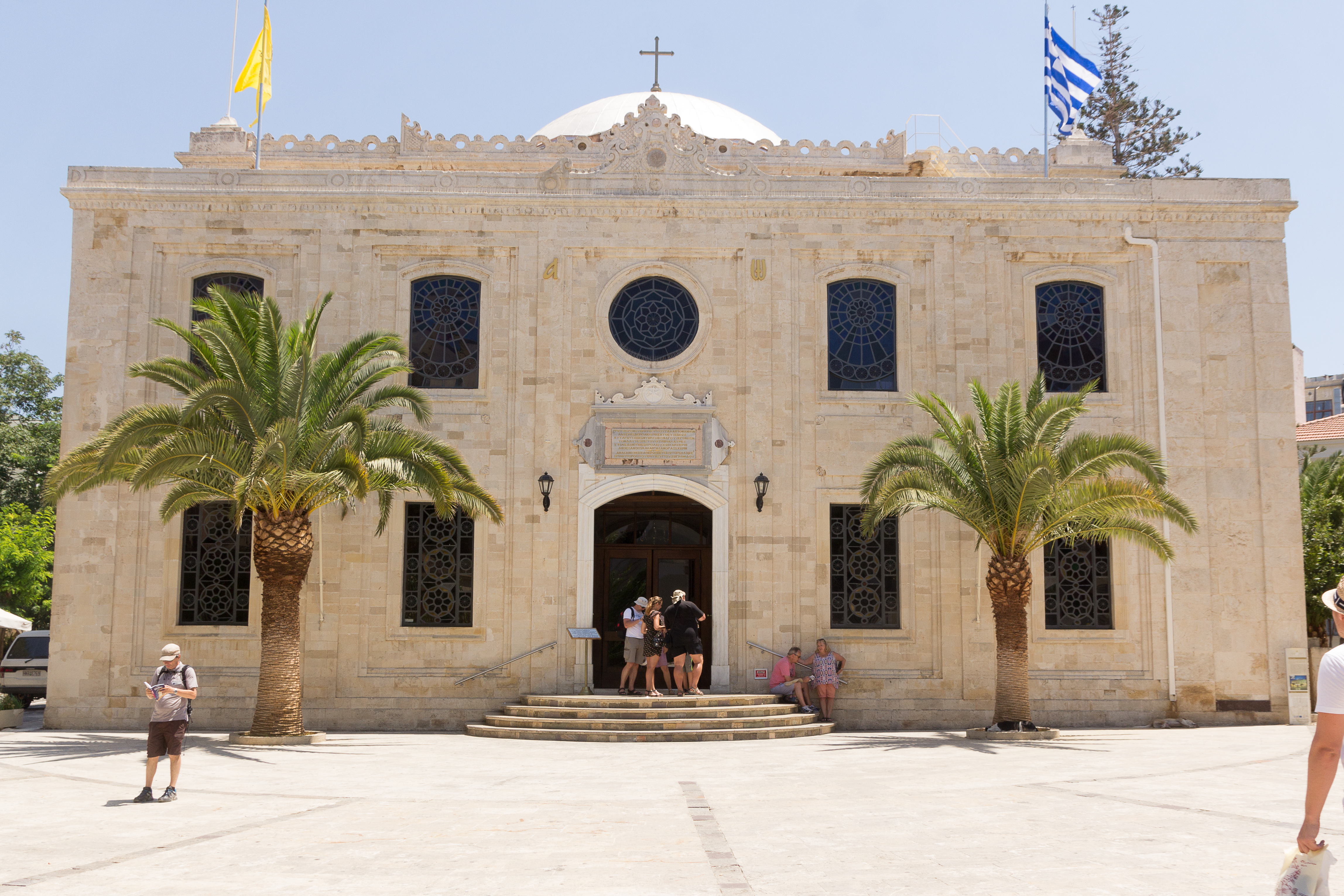
Собор Святого Тита — местонахождение главы апостола Тита, первого епископа Крита.

Около 64 года н. э. апостол Павел поручил своему ученику Титу проповедовать на острове Крит. Именно этот год считается годом основания Критской православной церкви. Распространение православия на острове, однако, встретило сильнейшее противодействие со стороны местных язычников.
С распространением христианства была организована Критская Церковь. Глава церкви имел звание архиепископа Критского и был одним из двенадцати архиепископов Иллирии.
В период первого византийского периода Церковь имела центр управления в Гортине, административном центре острова со времён Римской Империи. Здесь, вероятно в царствование Юстиниана, в VI веке возвели величественную базилику в честь первого епископа и покровителя Крита апостола Тита.
Во времена Византии Архиепископу Критскому подчинялись другие епископии Крита, число которых в разные периоды колебалось от 12 до 20.
135-летний период мусульманского арабского владычества стал тяжёлым испытанием для Критской Церкви.
После изгнания арабов с Крита византийским военачальником Никифором Фокой на острове начался второй период расцвета политической и религиозной жизни.
После начала венецианского владычества в 1204 году для православия настали самые трудные времена. Венецианские власти поставляли католических архиепископов и латинских епископов. Православные архиепископы вынуждены были проживать вне Крита. Православие на Крите в эти критический времена поддерживают многочисленные православные монастыри, активные игумены и учёные монахи, а также духовенство городов и деревень.
В 1669 году остров завоёвывает Османская империя. Церковь в этот период получает относительную свободу. Большой проблемой было отсутствие митрополичьего собора. После с трудом полученного дозволения была построена небольшая церковь святого Мины (ок. 1735), которой был дан статус митрополичьего собора.
Новый период в истории Критской Церкви начинается после освобождения острова и провозглашения независимого критского государства в 1898 году. В 1908 году остров де-факто стал частью Греческого королевства, формальное присоединение произошло в 1913 году. Тем не менее, Критская Церковь не стала частью Элладской Церкви, а осталась в подчинении Константинопольской патриархии.
Согласно новой Уставной хартии 1961 года Критская православная церковь из автономной стала полуавтономной, были укреплены её связи с Константинопольским Патриархатом. Местный Синод сохранил главное право — избрания, хиротонии и поставления на кафедру своих епископов. Кандидатуры же на пост Критского митрополита предлагал Константинопольскому патриарху от лица государства министр образования и религиозных дел. Аркадийская епископия была переименована в Гортинскую и Аркадийскую, а Иерская и Ситийская — в Иерапитнскую и Ситийскую. В сентябре 1962 года все критские епископии были возведены в ранг митрополий. В феврале 1967 года Критский митрополит получил сан архиепископа.
В ноябре 2014 года Правительство Греции представило поправки к законопроекту о процедуре избрания архиепископа Критской Православной Церкви и её статусе. Была пересмотрена сама процедура избрания архиепископа Критского — отменено положение, согласно которому Министерство образования представляло имена трёх митрополитов Критской Церкви для избрания одного из них архиепископом Критским, теперь провинциальный Синод будет готовить список из трёх кандидатов, имеющих право избираться на пост архиепископа; предоставляется право юридического лица для Церкви Крита, которая определяется как полуавтономная Церковь в составе Константинопольского Патриархата; уточняется, что постановления Элладской Православной Церкви, касающиеся приходских церквей и их настоятелей, также относятся и к Церкви Крита.

## Современное состояние
Критской церкви принадлежат церковные учебные заведения: Высшая церковная школа в Ираклионе и Критская духовная академия (основана в 1968 году митрополитом Кисамским Иринеем), а также средняя церковная школа в Ханье. Официальный печатный орган Критской архиепископии — журнал «Апостол Тит».

### Епархии
В состав церкви входят следующие единицы:
| Название митрополии                                                                                 | Греческое название                             | Правящий архиерей                           | Территория                              | Приходов | Монастырей | Центр           |
| --------------------------------------------------------------------------------------------------- | ---------------------------------------------- | ------------------------------------------- | --------------------------------------- | -------- | ---------- | --------------- |
| Аркалохорийская, Кастелийская и Вианнская митрополия митрополия Аркалохориона, Кастелиона и Вианоса | Μητρόπολη Αρκαλοχωρίου, Καστελλίου και Βιάννου | митрополит Андрей (Нанакис) (2001-)         | юго-восток нома Ираклион                |          |            | Аркалохори      |
| Гортинская и Аркадийская митрополия митрополия Гортины и Аркадии                                    | Μητρόπολη Γορτύνης και Αρκαδίας                | митрополит Макарий (Дулуфакис) (2005-)      | юго-запад нома Ираклион                 |          |            | Мире            |
| Иерапитнийская и Ситийская митрополия митрополия Иерапитны и Ситии                                  | Μητρόπολη Ιεραπύτνης και Σητείας               | митрополит Кирилл (Дьямандакис) (2016-)     | юг нома Ласитион (восток Крита)         |          |            | Иерапетра       |
| Кидонийская и Апокоронская митрополия митрополия Кидонии и Апокороноса                              | Μητρόπολη Κυδωνίας και Αποκορώνου              | митрополит Дамаскин (Папаянакис) (2006-)    | центр и восток нома Ханья (запад Крита) |          |            | Ханья           |
| Кисамская и Селинская митрополия митрополия Кисамоса и Селино                                       | Μητρόπολη Κισάμου και Σελίνου                  | митрополит Амфилохий (Андроникакис) (2005-) | запад нома Ханья (запад Крита)          |          |            | Кисамос         |
| Критская архиепископия (Ираклионская)                                                               | Αρχιεπισκοπή Κρήτης                            | архиепископ Евгений (Антонопулос) (2022-)   | север нома Ираклион                     |          |            | Ираклион        |
| Ламбийская, Сивритская и Сфакийская митрополия митрополия Ламбы, Сивритоса и Сфакии                 | Μητρόπολη Λάμπης, Συβρίτου και Σφακίων         | митрополит Ириней (Месархакис) (1990-)      | юг нома Ретимни                         |          |            | Спили           |
| Петрская и Херсонисская митрополия митрополия Петры и Херсонисоса                                   | Μητρόπολη Πέτρας και Χερρονήσου                | митрополит Нектарий (Пападакис) (1990-)     | север нома Ласитион (восток Крита)      | 81       |            | Неаполис (Крит) |
| Ретимнийская и Авлопотамская митрополия митрополия Ретимни и Авлопотамоса                           | Μητρόπολη Ρεθύμνης και Αυλοποτάμου             | вакантная (2022-)                           | север нома Ретимни                      |          |            | Ретимнон        |